# Parachydaeopsis
Parachydaeopsis es un género de escarabajos longicornios de la tribu Acanthocinini.

## Especies
- Parachydaeopsis laosica Breuning, 1968
- Parachydaeopsis shaanxiensis Wang & Chiang, 2002